# Melanelia agnata
Melanelia agnata är en lavart som först beskrevs av William Nylander och som fick sitt nu gällande namn av Arne Thell. 
Melanelia agnata ingår i släktet Melanelia och familjen Parmeliaceae. Arten är reproducerande i Sverige. Inga underarter finns listade i Catalogue of Life.